# دانشگاه علوم پزشکی کرمانشاه
دانشگاه علوم پزشکی و خدمات بهداشتی-درمانی کرمانشاه، دانشگاهی دولتی در شهر کرمانشاه است که تحت نظر وزارت بهداشت، درمان و آموزش پزشکی فعالیت می‌کند و در آن رشته‌های پزشکی و مرتبط با آن تدریس می‌گردد. این دانشگاه در سال ۱۳۴۴ تأسیس شده و نخستین دانشگاه در منطقهٔ غرب ایران و کردستان ایران به شمار می‌آید.

## تاریخچه
در سال ۱۳۴۴ «مدرسهٔ عالی پرستاری ۲۵ شهریور کرمانشاه» با پذیرش دانشجو در مقطع کارشناسی ناپیوسته در رشتهٔ پرستاری در ساختمانی در چهارراه شیروخورشید شهر کرمانشاه آغاز به کار کرد. این مدرسه در آن زمان زیرمجموعهٔ بهداری کشور محسوب می‌شد. در سال ۱۳۵۴ دانشکدهٔ پزشکی به عنوان زیرمجموعهٔ دانشگاه رازی با پذیرش دانشجو در مقطع دکترای عمومی آغاز به کار کرد و مدرسهٔ عالی پرستاری کرمانشاه نیز در آن ادغام شد. پس از انقلاب بهمن ۱۳۵۷، نام آموزشگاه به «آموزشگاه پرستاری و مامایی ۱۷ شهریور» تغییر داده شد. در سال ۱۳۶۱ بار دیگر به «مجتمع آموزشی و پژوهشی کرمانشاه» تغییر نام داد.
این دانشکده تا سال ۱۳۶۴ بخشی از دانشگاه رازی بود. در این سال به استناد مصوبهٔ مجلس شورای اسلامی از دانشگاه رازی منفک گردید و از آن پس با عنوان «دانشگاه علوم پزشکی کرمانشاه» به صورت مستقل به فعالیت آموزشی، پژوهشی و درمانی ادامه داد. در سال ۱۳۶۶ به «دانشکدهٔ پرستاری، مامایی، پیراپزشکی و بهداشت» تغییر نام داده‌شد و به عنوان بخشی از مجموعۀ دانشگاه علوم پزشکی کرمانشاه فعالیت خود را ادامه داد.
دانشگاه علوم پزشکی کرمانشاه در سال ۱۳۷۲ مطابق مصوبهٔ شمارهٔ ۷۴۴۷/د/ش مورخ ۱۴/۱۲/۷۲ شورای عالی اداری کشور مبنی بر ادغام سازمان‌های منطقه‌ای بهداشت و درمان در دانشگاه‌های علوم پزشکی، همگام با دیگر دانشگاه‌های علوم پزشکی کشور با سازمان‌های منطقه‌ای بهداشت و درمان استان‌ها ادغام شد و از آن تاریخ با عنوان «دانشگاه علوم پزشکی و خدمات بهداشتی-درمانی کرمانشاه» در حال فعالیت است.
در حال حاضر این دانشگاه از ۹ دانشکدهٔ پزشکی، پرستاری و مامایی، دندانپزشکی، داروسازی، بهداشت، علوم تغذیه، پیراپزشکی، توانبخشی و پرستاری سنقر تشکیل شده‌است و دارای ۱۰ بیمارستان می‌باشد. 
در حال حاضر این دانشگاه جزو دانشگاه‌های علوم پزشکی تیپ یک کشور می‌باشد. دانشگاه علوم پزشکی تا شهریور ۱۴۰۳ در زمرۀ دانشگاه‌های تیپ دو دسته‌بندی می‌شد، اما از شهریور ۱۴۰۳ به تیپ یک ارتقاء یافت. این دانشگاه در سال ۱۴۰۰ در میان ۵۷ دانشگاه علوم پزشکی در ایران در رتبۀ ۸ و در میان دانشگاه‌های علوم پزشکی تیپ دو نیز در رتبۀ اول قرار داشت.
بیش از ۶۲۰۰ دانشجوی ایرانی و خارجی در دانشگاه علوم پزشکی کرمانشاه تحصیل می‌کنند. از این میزان ۵۶۰۰ دانشجو ایرانی هستند و ۶۰۸ دانشجوی خارجی هم در این دانشگاه مشغول تحصیل هستند که عمدۀ آن‌ها از کشور عراق هستند. بعد از دانشگاه علوم پزشکی تهران بیشترین تعداد دانشجوی خارجی در دانشگاه‌های علوم پزشکی ایران در این دانشگاه به تحصیل می‌پردازند.

## رشته‌ها

### کاردانی
- هوشبری اتاق عمل

### کارشناسی
- پرستاری
- اتاق عمل
- هوشبری
- مامایی
- صنایع غذایی
- بهداشت محیط
- بهداشت حرفه‌ای
- بهداشت عمومی
- علوم آزمایشگاهی
- پرتوشناسی پرتودرمانی پزشکی هسته‌ای
- فوریت‌های پزشکی
- فناوری اطلاعات
- فیزیوتراپی
- کاردرمانی
- گفتاردرمانی

### دکترا حرفه‌ای
- داروسازی
- دندانپزشکی
- پزشکی

### فوق تخصص
- جراحی قلب
- کلیه کودکان
- فلوشیپ رادیولوژی مداخله ای
- تخصص
- فارماکوگنوزی
- زیست مواد
- علوم تغذیه
- بهداشت غذا
- بهداشت محیط
- آمار زیستی
- اپیدمیولوژی
- پرستاری
- قلب و عروق
- ارتوپدی
- نورولوژی
- ارولوژی
- زنان
- داخلی
- اطفال
- جراحی
- پوست
- روانپزشکی
- چشم
- گوش حلق بینی
- طب اورژانس
- پرتودرمانی
- جراحی مغز
- عفونی
- بیهوشی

## ادارۀ دانشگاه
دانشگاه علوم پزشکی کرمانشاه هم‌اکنون به‌صورت هیئت امنایی اداره می‌شود. یک هیئت امنای ۷ نفره ادارۀ این دانشگاه را بر عهده دارد. اعضای کنونی هیئت امنای علوم پزشکی کرمانشاه به شرح زیر هستند.
| شماره | نام               | سمت                                                                                                 |
| ----- | ----------------- | --------------------------------------------------------------------------------------------------- |
| ۱     | محمدطیب صحرایی    | استاندار کرمانشاه                                                                                   |
| ۲     | حبیب‌الله وفایی    | عضو هیأت امنا و رئیس سازمان برنامه و بودجه کرمانشاه                                                 |
| ۳     | محمود محمدی عراقی | نماینده مردم کرمانشاه در مجلس خبرگان رهبری                                                          |
| ۴     | فیض‌الله منصوری    | عضو هیأت امنا، معاون دانشگاه علوم پزشکی کرمانشاه، دبیر شورای سیاستگذاری دانشگاه علوم پزشکی کرمانشاه |
| ۵     | مسعود ناصری‌پور    | عضو هیأت امنا و رئیس دانشگاه علوم پزشکی ایران                                                       |
| ۶     | حسین رحیمی صدر    | عضو هیأت امنا                                                                                       |
| ۷     | حسن سلیمانی       | نمایندهٔ حوزهٔ انتخابیهٔ کنگاور، صحنه، هرسین، بیستون و دینور در مجلس شورای اسلامی                      |

## دانشکده‌ها
- دانشکدهٔ پرستاری و مامایی (تأسیس ۱۳۴۴)
- دانشکده پزشکی (تأسیس ۱۳۵۴)
- دانشکدهٔ بهداشت (تأسیس ۱۳۷۶)
- دانشکدهٔ علوم تغذیه (تأسیس ۱۳۹۶ و توسعه ۱۴۰۳[۸])
- دانشکدهٔ پیراپزشکی
- دانشکده داروسازی
- دانشکده دندانپزشکی
- دانشکدهٔ پرستاری سنقر
- دانشکدە توانبخشی (تاسیس ۱۳۹۹)
- مجتمع آموزش عالی سلامت اسلام‌آباد غرب (۱۴۰۱)

## بیمارستان‌ها

### بیمارستان‌های کرمانشاه
- بیمارستان امام رضا(ع) عمومی
- بیمارستان امام علی(ع) قلب و عروق
- بیمارستان خمینی عمومی
- بیمارستان دکتر محمد کرمانشاهی کودکان
- بیمارستان فارابی اعصاب و روان
- بیمارستان آیت الله طالقانی ارتوپدی جراحی مغز
- بیمارستان معتضدی زنان و زایمان
- بیمارستان سوانح سوختگی گلستان
- بیمارستان بهارستان شیمی درمانی در حال احداث

### بیمارستان‌های توابع
- بیمارستان خمینی اسلام‌آباد غرب
- بیمارستان شهید چمران کنگاور
- بیمارستان حضرت رسول (ص) جوانرود
- بیمارستان خمینی سنقر
- بیمارستان شهدای هرسین
- بیمارستان معاون صحنه
- بیمارستان قدس پاوه
- بیمارستان شهدا سرپل ذهاب
- بیمارستان الزهرا گیلانغرب
- بیمارستان ابوالفضل العباس قصرشیرین
- ببمارستان امام رضا روانسر
- بیمارستان ثلاث باباجانی در حال احداث

## مراکز تحقیقاتی
- مرکز تحقیقات باروری و ناباروری
- مرکز تحقیقات بیماری‌های عفونی
- مرکز تحقیقات بیولوژی پزشکی
- مرکز تحقیقات تکنولوژی پزشکی
- مرکز تحقیقات روغن‌ها و چربی‌ها
- مرکز تحقیقات طب بازساختی
- مرکز تحقیقات قلب و عروق
- مرکز تحقیقات دارورسانی نانو
- مرکز تحقیقات علوم دارویی
- مرکز تحقیقات اختلالات خواب
- مرکز تحقیقات دیابت
- مرکز تحقیقات پیشگیری مواد
- مرکز تحقیقات توسعۀ اجتماعی
- مرکز تحقیقات عوامل محیطی مؤثر بر سلامت

## هیئت علمی
در آغاز سال تحصیلی ۱۴۰۰ دانشگاه علوم پزشکی کرمانشاه ۵۳۴ نفر عضو هیات علمی داشته‌است که از این تعداد ۴۶ نفر استاد تمام، ۱۱۶ نفر دانشیار و ۳۲۶ نفر نیز استادیار بوده‌اند. همچنین ۴۶ نفر از اعضا که در سال‌های گذشته جذب شده‌اند با مدرک کارشناسی ارشد در مرتبه مربیگری قرار دارند.

## نشریات رسمی
- Journal of Kermanshah University of Medical Sciences وبگاه
- Educational Research in Medical Sciences Journal
- Journal of Reports in Pharmaceutical Sciences
- Paramedical Journal of Kermanshah University of Medical Sciences